# Экспедиция в Сан-Доминго
Экспедиция в Сан-Доминго (фр. Expédition de Saint-Domingue) — экспедиция в 1802–1803 годах французских войск в бывшую колонию Франции Сан-Доминго с целью её повторного подчинения. 
С приходом к власти Наполеона Бонапарта во Франции начали вынашиваться планы лишения Сан-Доминго автономии и возвращения чёрного населения острова в рабство. Получение из Сан-Доминго проекта конституции, присланной на утверждение Туссеном-Лувертюром, ускорило события.

## Подготовка
Когда Наполеон ознакомился с этой конституцией, он воскликнул: «Негры должны быть подчинены! У нас есть причины для недовольства. Туссен представил мне для утверждения негритянскую конституцию... Это оскробление для Франции, мы будем воевать... В письмах мы будем объявлять, что в наших колониях нет рабства. Я, как первый консул, напишу Туссену-Лувертюру лестный для него ответ. Но вот чего мы должны добиться: первое — полного восстановления прежнего положения негров; второе — осторожного смещения, после тщательной подготовки, всех негритянских вождей».
Во главе экспедиционной армии был поставлен муж сестры Наполеона — генерал Леклерк, назначенный генерал-капитаном острова. В составе отправляемого флота, по различным данным, насчитывалось от 54 до 86 военных судов и транспортов. Флотом командовал адмирал Вилларе.

## Ход боёв

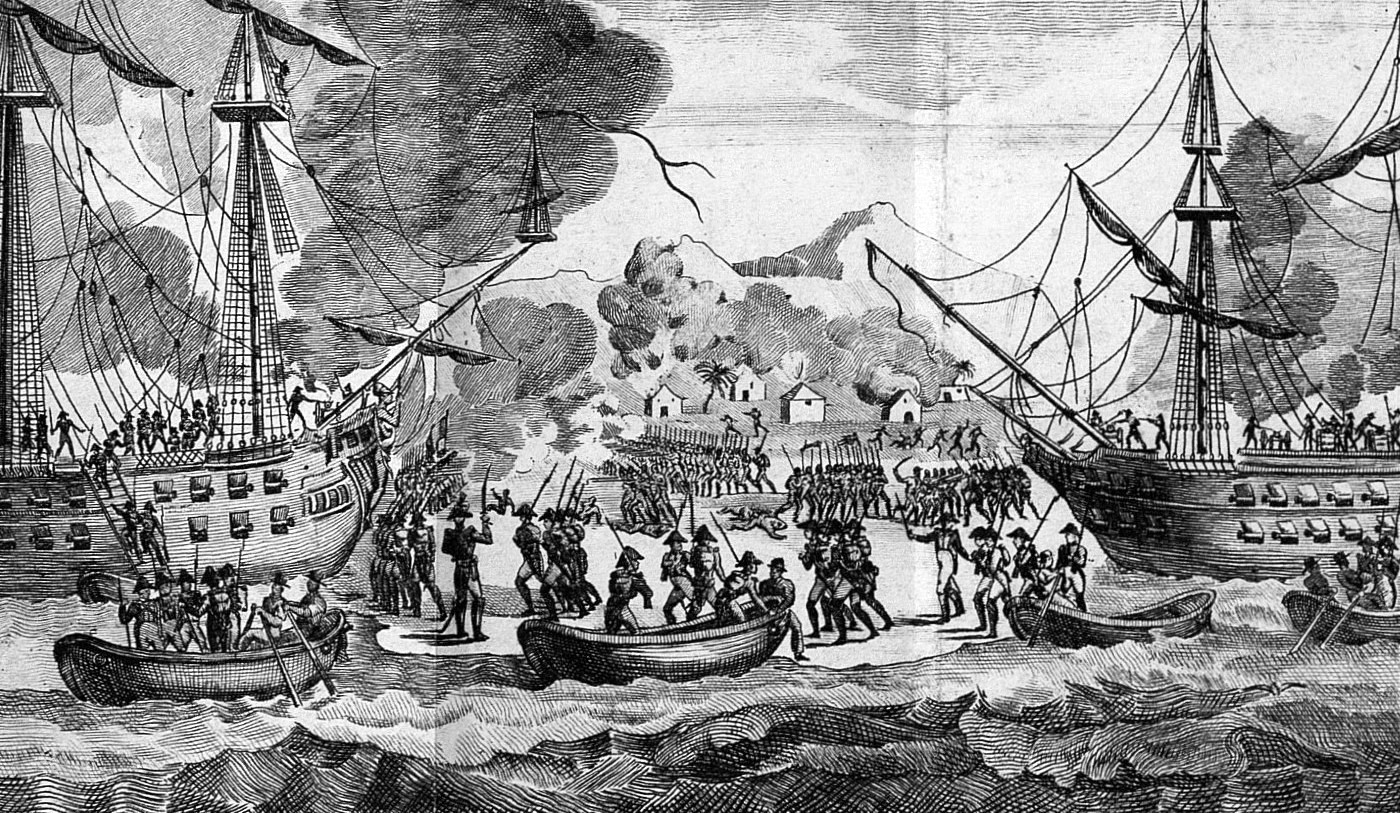
Высадка французских войск

В январе 1802 года французский флот появился у восточного побережья Сан-Доминго. 2 февраля первые части начали высадку у Форт-Дофина. Без всякого предупреждения и повода они открыли огонь по собравшимся на берегу жителям. На другой день главные силы французов начали подготовку к высадке на рейде Кап-Аитьена. Командир военного округа генерал Анри Кристоф предупредил Леклерка через парламентера, что не допустит высадки до получения соответствующего приказа от своего главнокомандующего — генерала Туссена-Лувертюра. Леклерк ответил на это ультиматумом сдать укрепления в тот же день, предупредив, что в случае отказа Кристофа выполнить требование будет считать его мятежником. Негритянский генерал ответил письмом, повторяя предупреждение. 5 февраля Леклерк отдал приказ о высадке своих войск. Кристоф выполнил приказ Туссена, поджег город и перерезал часть белого населения. Сломив сопротивление защитников города, французы ворвались на его улицы, объятые пламенем. 6 февраля Рошамбо высадился в бухте Мансениль и захватил Форт-Дофин. Потушив пожары и возведя оборонительные сооружения, Леклерк разместил свой главный штаб в Кап-Аитьене. За это время Латуш-Тревиль и Буде взяли Порт-о-Пренс и Леоган. В течение 10 дней они овладели почти всем побережьем. Всего на Сан-Доминго был высажен 31 131 солдат. 
Укрывшись в массиве Артибонит, Туссен остался лишь с несколькими бригадами под командованием генералов Жака Морепа, Кристофа и Дессалина и большим количеством белых заложников. 17 февраля Леклерк начал одновременное наступление со всех сторон на Артибонит. Несмотря на трудности местности и сопротивление, план на окружение сработал хорошо. 23 февраля дивизия Дефурно вошла в горящий Гонаив. Генерал Буде занял Сен-Марк, также горящий и залитый кровью белых жителей, убитых гаитянцами. Французские войска, осаждавшие форт Крет-а-Пьеро, были атакованы с тыла Дессалином, а затем Туссеном, пытавшимися оказать помощь, но в конце концов был взят. 

Сражение при Крет-а-Пьеро

## Почётная капитуляция
Территория, контролируемая гаитянцами, сужалась, а повстанцы все больше впадали в уныние. Кристоф предложил сложить оружие в обмен на снисходительное обращение, и его капитуляция 26 апреля привела к капитуляции Дессалина и, наконец, Туссена. В заключенном договоре предусматривалось сохранение свободы негров, оставление негритянским офицерам их чинов и званий, а также включение негритянских войск во французскую армию. Туссен со своим штабом должен был удалиться на плантацию Эннери. 
В начале мая 1802 года порядок на острове понемногу восстановился, торговля в портах возобновилась. Хотя французы оказались победителями, но их положение оставалось весьма непрочным. Армия очень плохо снабжалась, солдаты вскоре после прибытия заболевали желтой лихорадкой, всего за два месяца погибло около 15 000 человек. Видя бедственное положение французов, Туссен призывал в переписке со своими генералами быть готовыми возобновить войну. Некоторые из них не хотели этого делать и предупредили Леклерка. В июне Леклерк вызвал Туссена на допрос, арестовал, посадил на корабль и 15 июня отправил в Европу.

## Возобновление войны

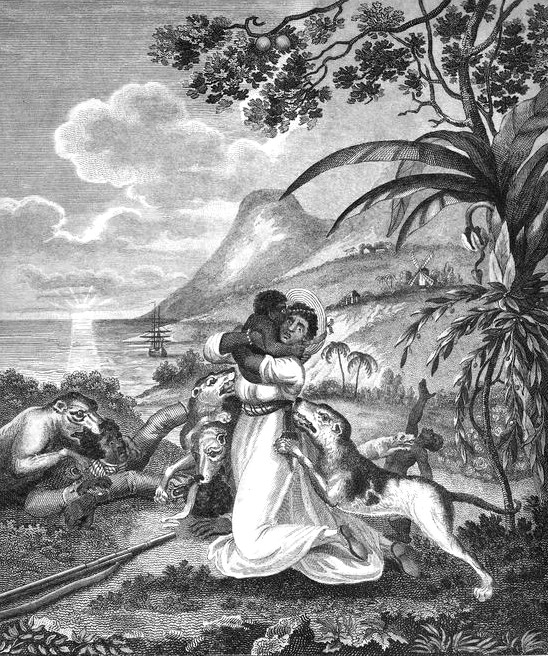
Поимка собаками рабов, убегающих с плантаций

Летом 1802 года в колонии стало известно, что по соседству, на Мартинике и Гваделупе, принадлежавших Франции, официально восстановлено рабство. Теперь уже ничто не могло остановить восстание. В августе 1802 года из войск Леклерка началось массовое дезертирство чернокожих и мулатов. В октябре генералы Александр Петион, Анри Кристоф и Жан-Жак Дессалин также покинули французские войска и возобновили борьбу. 
Французы имели теперь всего 8000–10 000 постоянно болевших солдат. 2 ноября Леклерк умер от желтой лихорадки. Заменивший его на посту главнокомандующего генерал Рошамбо сделал отчаянную попытку выиграть безнадежную кампанию и восстановить рабство. Он прибегал к самым жестоким мерам. Для поимки убегавших с плантаций негров использовались 600 мастифов, специально завезенных на остров с Кубы. Это привело к более масштабным восстаниям против французов.
В 1803 году Великобритания, возобновившая войну с Францией, начала помогать восставшим. Британская блокада Гаити лишила французов возможности доставки подкреплений на остров. Большинству французских войск пришлось отступить, поскольку они не смогли удержать внутренние районы, в Кап-Аитьен и Форт-Дофин.
18 ноября недалеко от Кап-Аитьена французы потерпели поражение от генерала Дессалина в сражении при Вертьере и 29 ноября оставляют западную часть острова. В конце декабря последние французские солдаты покинули бывшую колонию.